# Brush (Colorado)
Brush est une ville américaine située dans le comté de Morgan dans l'État du Colorado.
Selon le recensement de 2010, Brush compte 5 463 habitants. La municipalité s'étend sur 2,47 milles carrés (6,4 km2).
D'abord appelée Beaver Creek, la ville doit son nom actuel au pionnier Jared L. Brush.

## Démographie
| 1890 | 1900 | 1910 | 1920  | 1930  | 1940  |
| ---- | ---- | ---- | ----- | ----- | ----- |
| 112  | 381  | 997  | 2 103 | 2 312 | 2 481 |

| 1950  | 1960  | 1970  | 1980  | 1990  | 2000  |
| ----- | ----- | ----- | ----- | ----- | ----- |
| 2 431 | 3 621 | 3 377 | 4 082 | 4 165 | 5 117 |

| 2010  | - | - | - | - | - |
| ----- | - | - | - | - | - |
| 5 463 | - | - | - | - | - |